# Alfons od Briennea
Alfons od Briennea (Alfons od Akre; Alphonse; Akra - Tunis, 25. kolovoza 1270.) bio je sin infante Berengarije Leonske i cara Ivana od Briennea te brat Marije od Briennea.
1244. Alfons je poslan kralju Francuske Luju IX.
Prije 1250. godine Alfons je oženio Mariju Lusinjansku te je postao grof Eua de iure uxoris. Marija mu je rodila Ivana i Blanku, a možda i Izabelu i Margaretu.